# Partido Socialista Árabe Baath – Região do Iraque
O Partido Socialista Árabe Baath – Região do Iraque (em árabe: حزب البعث العربي الاشتراكي في العراق; romaniz.: Ḥizb al-Ba‘th al-'Arabī al-Ishtirākī fī al-'Irāq), oficialmente o Ramo Regional Iraquiano, foi uma organização Ba'athista iraquiana fundada em 1951 por Fuad al-Rikabi. Era o braço regional iraquiano do Partido Ba'ath original, antes de mudar sua lealdade para o movimento Ba'ath, dominado pelo Iraque, após a cisão de 1966 dentro do partido original.
O partido foi oficialmente banido após a invasão americana do Iraque em 2003, mas, apesar disso, ele continua a funcionar clandestinamente.

## História

### Primeiros anos e Revolução de 14 de julho: 1951–1958

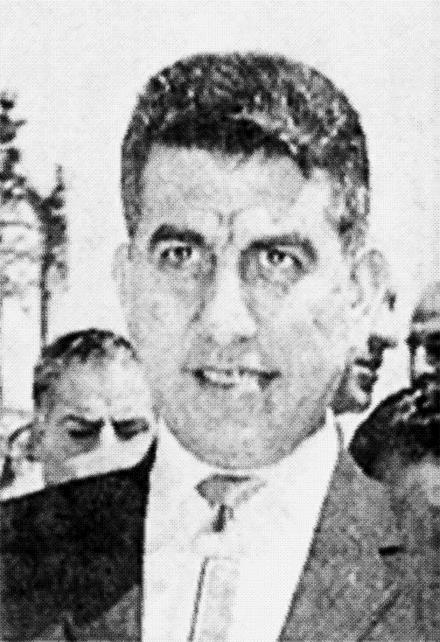
Rikabi foi uma das principais figuras da história inicial do Baath.

A Secção Regional Iraquiana do Partido Baath foi criada em 1951  ou 1952.  Alguns historiadores afirmam que a Seção Regional Iraquiana foi estabelecida por Abd ar Rahman ad Damin e Abd al Khaliq al Khudayri em 1947, após seu retorno do congresso de fundação do Partido Baath realizado em Damasco, na Síria, no mesmo ano.  Em outra versão, Fuad al-Rikabi estabeleceu a Seção Regional Iraquiana em 1948 com Sa'dun Hamadi, um muçulmano xiita, mas tornou-se secretário do Comando Regional em 1952. 
A Seção Regional Iraquiana era nacionalista árabe e vaga na sua orientação socialista .  Al-Rikabi, expulso do partido em 1961 por ser nasserista,  foi um dos primeiros seguidores de Michel Aflaq, o fundador do baathismo .  Durante os primeiros dias do partido, os membros discutiram tópicos relacionados ao nacionalismo árabe, as desigualdades sociais que surgiram do " Regulamento de Disputas Civis e Criminais Tribais " britânico e a Lei 28 de 1932 do Parlamento iraquiano "Regulando os Direitos e Deveres dos Cultivadores".  Em 1953, o partido, liderado por al-Rikabi, estava envolvido em atividades subversivas contra o governo. 
O partido era inicialmente constituído por uma maioria de muçulmanos xiitas, uma vez que al-Rikabi recrutava principalmente os seus amigos e familiares, mas lentamente tornou-se dominado pelos sunitas .  O Partido Ba'ath e outros de orientação pan-árabe encontraram cada vez mais dificuldades para recrutar membros xiitas dentro da organização do partido. A maioria dos xiitas via o pan-árabe como amplamente sunita, já que a maioria dos árabes é sunita. Como resultado, mais xiitas aderiram ao Partido Comunista Iraquiano do que ao Partido Baath.  Em meados da década de 1950, oito dos 17 membros da liderança do Baath eram xiitas. 
De acordo com Talib El-Shibib, o ministro das Relações Exteriores do Baath no governo de Ahmed Hassan al-Bakr, a origem sectária dos principais membros do Baath era considerada de pouca importância porque a maioria dos baathistas não conhecia as denominações sectárias uns dos outros.  Entre 1952 e 1963, 54% dos membros do Comando Regional Ba'ath eram muçulmanos xiitas, em grande parte devido à efetiva campanha de recrutamento de al-Rikabi em áreas xiitas. Entre 1963 e 1970, após a renúncia de al-Rikabi, a representação xiita no Comando Regional caiu para 14%. No entanto, das três facções do Partido Baath, dois em cada três líderes de facção eram xiitas. 
No final de 1951, o partido tinha pelo menos 50 membros.  Com o colapso da República Árabe Unida (RAU) pan-arabista, vários membros importantes do Baath, incluindo al-Rikabi, demitiram-se do partido em protesto.  Em 1958, ano da Revolução de 14 de Julho que derrubou a monarquia Hachemita, o Partido Baath tinha 300 membros em todo o país.  O brigadeiro Abd al-Karim Qasim, líder do Movimento dos Oficiais Livres que derrubou o rei, apoiou a adesão à UAR, mas mudou de posição quando assumiu o poder. Vários membros do Movimento dos Oficiais Livres também eram membros do Partido Ba'ath. O Partido Baath considerou o presidente do Egito, Gamal Abdel Nasser, líder do movimento pan-árabe, o líder com maior probabilidade de sucesso e apoiou a adesão do Iraque à união. Dos 16 membros do gabinete de Qasim, 12 eram membros do Partido Ba'ath. No entanto, o Partido Baath apoiou Qasim com a justificativa de que ele se juntaria à UAR de Nasser. 

### Iraque de Qasim: 1958–1963

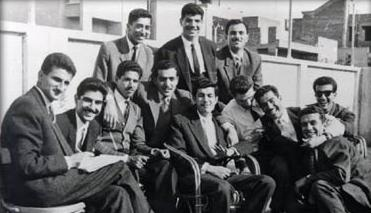
Saddam Hussein e a célula estudantil do Partido Ba'ath, Cairo, no período de 1959-1963.

Qasim, relutante em se vincular muito ao Egito de Nasser, aliou-se a vários grupos no Iraque (principalmente os social-democratas ) que lhe disseram que tal ação seria perigosa. Em vez disso, Qasim adoptou uma política wataniyah de “Iraque Primeiro”.   Para fortalecer sua própria posição dentro do governo, Qasim criou uma aliança com o Partido Comunista Iraquiano, que se opunha à noção de pan-arabismo. 

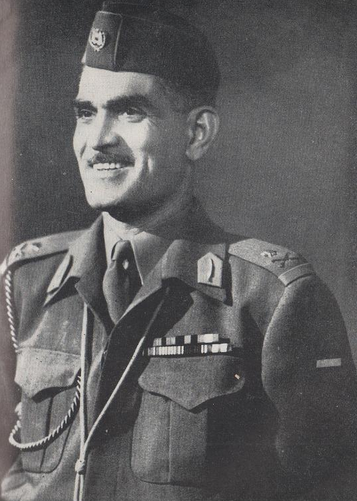
Brigadeiro Abd al-Karim Qasim em 1959.

As políticas de Qasim irritaram diversas organizações pan-árabes, incluindo o Partido Ba'ath, que mais tarde começou a conspirar para assassinar Qasim na Rua Al-Rashid em 7 de outubro de 1959 e tomar o poder. Um assassino mataria aqueles que estivessem sentados no banco de trás do carro, os demais matariam os que estivessem na frente. Abdul Karim al-Shaikhly, o líder do plano de assassinato, recrutou um jovem Saddam Hussein para se juntar à conspiração depois que um dos supostos assassinos foi embora.  Durante a emboscada, Saddam (que deveria apenas fornecer cobertura) começou a atirar prematuramente, o que desorganizou toda a operação. O motorista de Qasim foi morto e Qasim foi atingido no braço e no ombro. Os assassinos pensaram que o tinham matado e rapidamente recuaram para o seu quartel-general, mas Qasim sobreviveu. 
Richard Sale, da United Press International (UPI), citando o antigo diplomata e funcionário dos serviços secretos dos EUA, Adel Darwish, e outros especialistas, relatou que a tentativa malsucedida de assassinato de Qasim em 7 de Outubro de 1959, envolvendo um jovem Saddam Hussein e outros conspiradores Baathistas, foi uma colaboração entre a CIA e os serviços secretos egípcios .  Os registos contemporâneos pertinentes relativos às operações da CIA no Iraque permaneceram classificados ou fortemente redigidos, "permitindo assim uma negação plausível".  É geralmente aceite que o Egipto, de alguma forma, esteve envolvido na tentativa de assassinato e que "[o]s Estados Unidos estavam a trabalhar com Nasser a algum nível".  O relato de Sale e Darwish foi contestado pelo historiador Bryan R. Gibson, que conclui que os documentos desclassificados dos EUA disponíveis mostram que "embora os Estados Unidos estivessem cientes de várias conspirações contra Qasim, ainda tinham aderido a [uma] política de não intervenção".  Por outro lado, o historiador Kenneth Osgood escreve que "as evidências circunstanciais são tais que a possibilidade de colaboração dos EUA-UAR com os activistas do Partido Ba'ath não pode ser descartada", concluindo que "[s]eja qual for a validade das acusações [de Sale], pelo menos os documentos actualmente desclassificados revelam que os responsáveis dos EUA estavam a considerar activamente várias conspirações contra Qasim e que a CIA estava a acumular activos para operações secretas no Iraque".  Os assassinos, incluindo Saddam, escaparam para o Cairo, Egipto "onde desfrutaram da protecção de Nasser durante o resto do mandato de Qasim no poder". 
Na altura do ataque, o Partido Baath tinha menos de 1.000 membros,  no entanto, a tentativa de assassinato falhada levou à exposição generalizada de Saddam e do Baath no Iraque, onde ambos tinham anteriormente permanecido na obscuridade, e mais tarde tornaram-se uma parte crucial da imagem pública de Saddam durante o seu mandato como presidente do Iraque .    O governo iraquiano prendeu alguns membros da operação e os colocou sob custódia. No julgamento-espetáculo, seis dos réus foram condenados à morte e, por razões desconhecidas, as sentenças não foram executadas. Aflaq, o líder do movimento Baath, organizou a expulsão de importantes membros do movimento Baath iraquiano, como Fuad al-Rikabi, sob a alegação de que o partido não deveria ter iniciado o atentado contra a vida de Qasim. Ao mesmo tempo, Aflaq garantiu assentos na liderança do Baath iraquiano para os seus apoiantes, incluindo Saddam. 

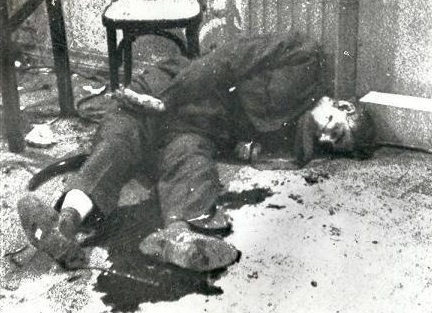
Qasim foi executado pelos baathistas dentro do prédio do Ministério da Defesa do Iraque; os baathistas profanaram seu cadáver na televisão iraquiana.

Em 1962, tanto o Partido Baath como a Agência Central de Inteligência dos Estados Unidos (CIA) começaram a conspirar para derrubar Qasim.   Em 8 de fevereiro de 1963, Qasim foi finalmente derrubado pelos Baathistas na Revolução do Ramadã ; há muito suspeito de ser apoiado pela CIA,   no entanto, documentos contemporâneos pertinentes relacionados às operações da CIA no Iraque permaneceram classificados pelo governo dos EUA,   embora os Baathistas iraquianos estejam documentados por terem mantido relações de apoio com autoridades dos EUA antes, durante e depois do golpe.   Várias unidades do exército se recusaram a apoiar o golpe baathista. Os combates duraram dois dias,  durante os quais entre 1.500 e 5.000 pessoas foram mortas.  Qasim foi capturado em 9 de fevereiro e, uma hora depois, foi morto por um pelotão de fuzilamento . Para assegurar ao público iraquiano que Qasim estava morto, bem como para aterrorizar os seus apoiantes, os Baathistas transmitiram um vídeo de propaganda de cinco minutos intitulado O Fim dos Criminosos, do cadáver de Qasim a ser profanado.   Após a ascensão dos Baathistas ao poder, Saddam retornaria ao Iraque depois de passar quase três anos vivendo no exílio, tornando-se um organizador-chave dentro da ala civil do Partido Baath. 
Na sua ascensão ao poder, os Baathistas "caçaram metodicamente os comunistas" graças a "listas mimeografadas [...] completas com endereços residenciais e números de matrículas de automóveis",   e embora seja improvável que os Baathistas precisassem de ajuda para identificar os comunistas iraquianos,   acredita-se amplamente que a CIA forneceu à Guarda Nacional Baathista listas de comunistas e outros esquerdistas, que foram então presos ou mortos.  Gibson enfatiza que os baathistas compilaram suas próprias listas, citando relatórios do Bureau of Intelligence and Research .  Por outro lado, os historiadores Nathan Citino e Brandon Wolfe-Hunnicutt consideram as afirmações plausíveis porque a embaixada dos EUA no Iraque tinha realmente compilado tais listas, era conhecida por estar em contacto com a Guarda Nacional durante o expurgo, e porque os membros da Guarda Nacional envolvidos no expurgo receberam formação nos EUA   Além disso, Wolfe-Hunnicutt, citando a doutrina contemporânea de contra-insurgência dos EUA, observa que as afirmações "seriam consistentes com a doutrina de guerra especial americana" relativamente ao apoio secreto dos EUA às equipas anticomunistas "Hunter-Killer" "que procuravam a derrubada violenta de um governo dominado e apoiado pelos comunistas",  e traça paralelos com outras operações da CIA em que foram compiladas listas de suspeitos comunistas, como a Guatemala em 1954 e a Indonésia em 1965-66. 

### No poder: fevereiro-setembro de 1963
Abdul Salam Arif tornou-se presidente do Iraque e Ahmed Hassan al-Bakr tornou-se primeiro-ministro após tomar o poder em fevereiro de 1963.  Ali Salih al-Sa'di, secretário-geral do Comando Regional do Partido Ba'ath do Iraque, tornou-se vice-primeiro-ministro e ministro do Interior – um posto que ele perdeu em 11 de maio. Apesar de não ser primeiro-ministro, al-Sadi tinha controle efetivo sobre o Partido Ba'ath iraquiano. Sete dos nove membros apoiaram a sua liderança no Comando Regional do partido. 
Segundo Coughlin, após o golpe, a Guarda Nacional iniciou uma “orgia de violência” contra todos os elementos comunistas e de esquerda .  Este período levou ao estabelecimento de várias câmaras de interrogatório em Bagdá. O governo requisitou várias casas particulares e instalações públicas, e uma seção inteira da Rua Kifah foi usada pela Guarda Nacional. Muitas das vítimas da derrota eram inocentes ou foram vítimas de vinganças pessoais.  Segundo Coughlin, a câmara de tortura mais notória estava localizada no "Palácio do Fim", onde a família real foi morta em 1958. Nadhim Kazzer, que se tornou diretor da Diretoria de Segurança Geral, foi o responsável pelos atos ali cometidos.

O partido foi afastado do governo em novembro de 1963, devido ao partidarismo. A questão dentro do Partido Baath era se ele perseguiria ou não seu objetivo ideológico de estabelecer uma união com a Síria, o Egito ou ambos. Al-Sadi apoiou uma união com a Síria, que era governada pelo Partido Baath, enquanto a ala militar mais conservadora apoiou a "política do Iraque em primeiro lugar" de Qasim.  O faccionalismo e o comportamento indisciplinado da Guarda Nacional levaram a ala militar a iniciar um golpe contra a liderança do partido. Al-Sadi foi forçado ao exílio na Espanha.
Al-Bakr, numa tentativa de salvar o partido, convocou uma reunião do Comando Nacional do Partido Baath . A reunião agravou os problemas do partido. Aflaq, que se via como líder do movimento pan-árabe Ba'ath, declarou sua intenção de assumir o controle do Partido Ba'ath iraquiano. A ala "Iraque primeiro" ficou indignada. O presidente Arif perdeu a paciência com o Partido Baath iraquiano, e o partido foi afastado do governo em 18 de novembro de 1963.  Os 12 membros Baath do governo foram forçados a demitir-se e a Guarda Nacional foi dissolvida e substituída pela Guarda Republicana.  Algumas autoridades acreditam que Aflaq apoiou o golpe de Arif contra o governo Baathista para enfraquecer a posição de al-Sadi dentro do partido e fortalecer a sua própria. 

#### Negociações sindicais com a Síria

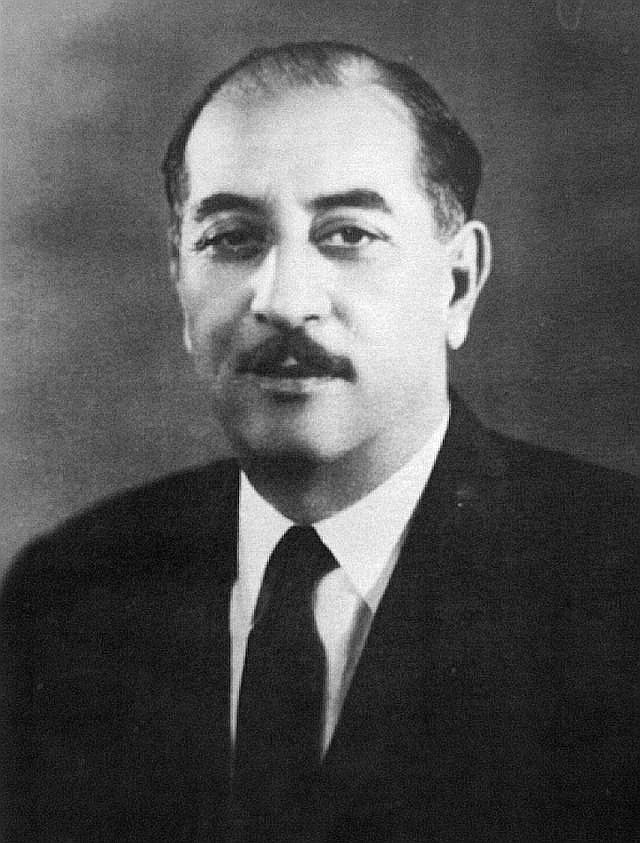
Ahmed Hassan al-Bakr, como visto em 1974, liderou os golpes baathistas de 1963 e 1968.

Na época da remoção de al-Sadi do cargo de Ministro do Interior, o partidarismo e o descontentamento estavam crescendo dentro do partido. al-Sadi e Mundur al-Windawi, o líder da Guarda Nacional do Partido Ba'ath, lideraram a ala civil. O presidente Arif liderou a ala militar e Talib El-Shibib liderou a ala pró-Aflaq.  Entretanto, um cisma maior estava em andamento no movimento baathista internacional. Quatro grandes facções estavam sendo criadas: a Velha Guarda liderada por Aflaq; uma aliança civil entre os secretários-gerais dos Comandos Regionais da Síria e do Iraque, liderados por Hammud al-Shufi e al-Sadi, respectivamente; o Comitê Militar Sírio Ba'ath, representado por Salah Jadid, Muhammad Umran, Hafez al-Assad, Salim Hatum e Amin al-Hafiz ; e a ala militar iraquiana, que apoiava a presidência de Arif, representada por al-Bakr, Salih Mahdi Ammash, Tahir Yahya e Hardan Tikriti. As alas militares na Síria e no Iraque se opuseram à criação de um estado pan-árabe, enquanto al-Shufi e al-Sadi o apoiaram. Aflaq apoiou-o oficialmente, mas opôs-se-lhe em privado porque temia que al-Sadi desafiasse a sua posição como secretário-geral do Comando Nacional do Partido Baath, o líder do movimento baathista internacional. 

#### União bilateral
Tanto a Síria quanto o Iraque estavam sob o domínio baathista em 1963. Quando o presidente Arif visitou a Síria em uma visita de Estado, Sami al-Jundi, um ministro do gabinete sírio, propôs a criação de uma união bilateral entre os dois países. Tanto Arif quanto Amin al-Hafiz, presidente da Síria, apoiaram a ideia. al-Jundi recebeu a tarefa de criar um comitê para começar a estabelecer o sindicato. al-Jundi selecionou al-Sadi como principal representante do Iraque no comitê, numa tentativa de fortalecer a posição de al-Sadi dentro do Partido Ba'ath.
O trabalho na união continuou com a assinatura da Carta de Unidade Militar, que estabeleceu o Conselho Militar Superior, um órgão que supervisionava a integração e o controle sobre os militares sírios e iraquianos. Ammash, o Ministro da Defesa iraquiano, tornou-se presidente do Conselho Militar Superior. A sede unificada ficava na Síria. O estabelecimento da união militar tornou-se evidente em 20 de Outubro de 1963, quando soldados sírios foram encontrados a lutar ao lado dos militares iraquianos no Curdistão iraquiano.  Nesta fase, tanto os baathistas iraquianos como os sírios temiam excluir Nasser das negociações sindicais, uma vez que ele tinha muitos seguidores. 
O estado sírio e seu Partido Ba'ath criticaram a queda do primeiro governo de al-Bakr, mas cederam quando descobriram que alguns membros do gabinete iraquiano eram membros do Partido Ba'ath. Entretanto, os baathistas restantes foram lentamente removidos do poder. O Conselho do Comando Revolucionário Sírio respondeu revogando a Carta de Unidade Militar em 26 de abril de 1964, pondo fim ao processo de unificação bilateral entre o Iraque e a Síria. 

### Subterrâneo: 1963–1968
Após o golpe liderado contra o Partido Ba'ath, al-Bakr se tornou a força motriz dominante do partido e foi eleito secretário-geral do Comando Regional em 1964. Saddam Hussein recebeu a filiação plena ao partido e um assento no Comando Regional do Partido Baath Iraquiano porque era um protegido próximo de al-Bakr.  Com o consentimento de al-Bakr, Hussein iniciou uma iniciativa para melhorar a segurança interna do partido. Em 1964, Hussein criou o Jihaz Haneen, o aparelho de segurança secreto do partido, para agir como um contrapeso aos oficiais militares do partido e para enfraquecer o controlo militar sobre o partido. 

### Iraque Baathista: 1968–2003

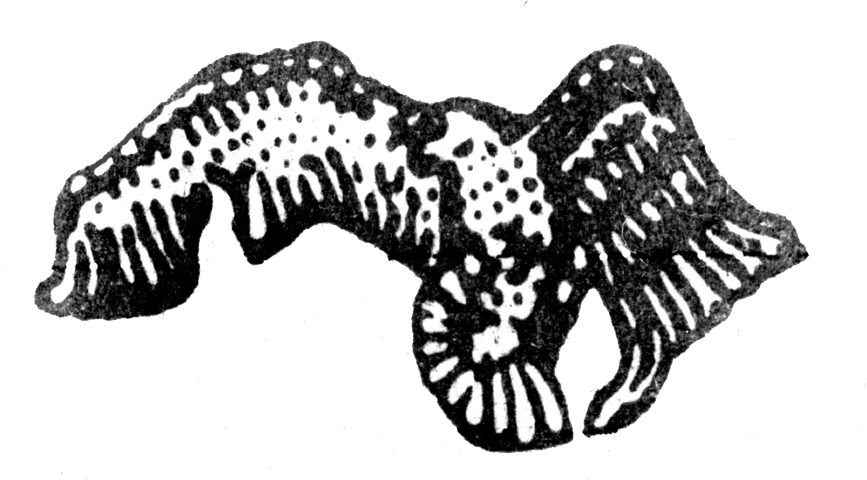
A Águia de Saladino serviu como logotipo do jornal Baathista Ath-Thawra.

Em contraste com o golpe de 1963, o golpe de 1968 foi liderado por membros civis do Partido Baath. Segundo o historiador Con Coughlin, o presidente do Iraque, Abdul Rahman Arif, que assumiu o cargo no lugar de seu irmão, era um líder fraco. Antes do golpe, Hussein, por meio do Jihaz Haneen, contatou vários oficiais militares que apoiavam o Partido Baath ou queriam usá-lo como veículo para chegar ao poder. Alguns oficiais, como Hardan al-Tikriti, já eram membros do partido, enquanto Abdul Razzak al-Naif, vice-chefe da inteligência militar, e o coronel Ibrahim Daud, comandante da Guarda Republicana, não eram membros nem simpatizantes do partido.
Em 16 de julho de 1968, al-Naif e Daud foram convocados ao Palácio Presidencial por Arif, que perguntou se eles sabiam de um golpe iminente contra ele. Tanto al-Naif quanto Daud negaram conhecimento de qualquer golpe. Entretanto, quando a liderança do Partido Ba'ath obteve essa informação, eles rapidamente convocaram uma reunião na casa de al-Bakr. O golpe tinha que ser iniciado o mais rápido possível, mesmo que eles tivessem que ceder para dar a al-Naif e Daud os cargos de Primeiro-Ministro e Ministro da Defesa, respectivamente. Hussein disse na reunião: "Estou ciente de que os dois oficiais foram impostos a nós e que eles querem apunhalar o partido pelas costas a serviço de algum interesse ou outro, mas não temos escolha. Devemos colaborar com eles e liquidar imediatamente durante ou após a revolução. E eu me ofereço para realizar a tarefa". 

O então presidente iraquiano Ahmed Hassan al-Bakr (à direita) e Saddam Hussein, vistos em Bagdá, 1978.

A Revolução de 17 de julho foi um golpe militar, não uma revolta popular contra o governo em exercício. Segundo Coughlin, comparado aos golpes de 1958 e 1963, o golpe de 1968 foi um "assunto relativamente civilizado". O golpe começou na manhã de 17 de julho, quando os militares e ativistas do Partido Baath tomaram vários cargos importantes em Bagdá, como a sede do Ministério da Defesa, estações de televisão e rádio e a estação de energia elétrica. Todas as pontes da cidade foram capturadas, todas as linhas telefônicas foram cortadas e exatamente às 03:00, foi dada a ordem de marchar até o Palácio Presidencial. O presidente Arif estava dormindo e não tinha controle sobre a situação.  al-Bakr planejou o plano,  mas Hussein e Saleh Omar al-Ali lideraram as operações no terreno.  Iniciou-se uma luta pelo poder entre o Partido Baath liderado por al-Naif e os militares liderados por Daud, que al-Bakr tinha previsto e planeado.  Daud perdeu o seu ministério durante uma visita oficial à Jordânia, enquanto al-Naif foi exilado depois de Hussein o ter ameaçado a ele e à sua família de morte. 

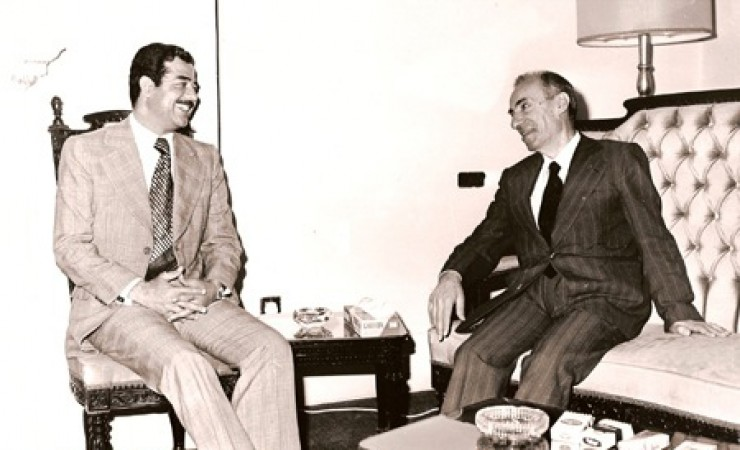
O presidente iraquiano Saddam Hussein com o fundador do Partido Ba'ath, Michel Aflaq, em 1979.

Na altura do golpe de 1968, apenas 5.000 pessoas eram membros;  no final da década de 1970, o número de membros tinha aumentado para 1,2 milhões.  Em 1974, os baathistas iraquianos formaram a Frente Progressista Nacional para ampliar o apoio às iniciativas do governo. As disputas dentro do partido continuaram, e o governo expurgou periodicamente os seus membros dissidentes,  incluindo Fuad al-Rikabi, o primeiro secretário-geral do Comando Regional do partido.  Emergindo como o homem forte do partido,  Hussein usou seu poder crescente  para afastar al-Bakr em 1979 e governou o Iraque até a invasão do Iraque em 2003. 
Várias infra-estruturas importantes foram criadas para ajudar o crescimento do país,  e a indústria petrolífera iraquiana foi nacionalizada  com a ajuda da União Soviética. Alexei Kosygin, Presidente do Conselho de Ministros da URSS, assinou o Tratado bilateral de Amizade e Cooperação em 1972. 

### Invasão de 2003 e novo governo iraquiano

#### Queda e desbaathificação
Na altura da queda de Saddam, em Abril de 2003, o Partido Baath tinha 1,5 milhões de membros.  Em junho de 2003, a Autoridade Provisória da Coalizão liderada pelos EUA baniu o Partido Ba'ath e baniu todos os membros dos quatro principais escalões do partido do novo governo e de escolas e faculdades públicas, uma medida que alguns criticaram por impedir que muitas pessoas experientes participassem do novo governo. Milhares foram removidos de seus cargos, incluindo médicos, professores, mestres e burocratas. Muitos professores perderam seus empregos, causando protestos e manifestações em escolas e universidades.
Sob o Partido Ba'ath, não era possível alcançar altos cargos no governo ou nas escolas sem se tornar um membro do partido. A filiação também era um pré-requisito para admissão na universidade. Enquanto muitos ba'athistas se filiaram por razões ideológicas, muitos outros se filiaram como uma forma de melhorar suas opções. Após muita pressão dos EUA, a política de desbaathificação foi abordada pelo governo iraquiano em janeiro de 2008 no controverso "Lei de Responsabilidade e Justiça", que deveria facilitar a política, mas muitos temiam que levaria a mais demissões.
A nova Constituição do Iraque, aprovada por referendo em 15 de outubro de 2005, reafirmou a proibição do Partido Ba'ath, afirmando que "Nenhuma entidade ou programa, sob qualquer nome, pode adotar racismo, terrorismo, chamar outros de infiéis, limpeza étnica, ou incitar, facilitar, glorificar, promover ou justificar isso, especialmente o Ba'ath saddamista no Iraque e seus símbolos, independentemente do nome que ele adote. Isso não pode fazer parte do pluralismo político no Iraque."
Alguns ou muitos de seus membros no Partido Baath iraquiano que foram expurgados e demitidos foram se juntar à Al-Qaeda no Iraque, que acabou se transformando no Estado Islâmico do Iraque e do Levante.

#### Morte de Saddam e divisão do partido: 2006–presente
Em 31 de Dezembro de 2006, um dia após a execução por enforcamento de Saddam Hussein, um grupo até então desconhecido, chamado Reunião de Cidadãos de Bagdade, emitiu publicamente uma declaração em Amã, na Secção Regional Jordaniana do Partido Baath, apoiando Izzat Ibrahim al-Douri como o novo presidente do Iraque e secretário-geral do partido após a morte de Saddam.  A declaração referiu-se aos iraquianos mortos na guerra de 1980-88 com o Irão, na Guerra do Golfo de 1991 sobre o Kuwait e nos 13 anos de sanções posteriores, e prosseguiu dizendo: "Prometemos libertar o nosso país dos criminosos hediondos, dos neo-sionistas e dos persas, a fim de restaurar a unidade do Iraque".  O braço armado do partido desde a ascensão de al-Douri é o Exército dos Homens da Ordem Naqshbandi.
Segundo Abu Muhammad, um porta-voz do Partido Baath da facção de al-Douri, na véspera da morte de Saddam, "o camarada Izzat tem liderado as facções políticas e de resistência do partido [Baath] desde 2003, mas é uma questão de protocolo e regulamentação interna nomeá-lo oficialmente como secretário-geral do partido".  Al-Douri foi eleito secretário-geral do partido no início de janeiro. 
Apesar da sucessão de al-Douri, outro Baathista de alto escalão, Younis al-Ahmed, convocou uma Conferência Geral do partido Baath iraquiano na Síria para eleger uma nova liderança (o braço armado da facção é O Retorno).  Este movimento causou uma quantidade significativa de controvérsia dentro do partido, com al-Douri emitindo uma declaração criticando a Síria pelo que al-Douri alegou ser uma tentativa apoiada pelos americanos de minar o partido Ba'ath iraquiano, embora esta declaração tenha sido posteriormente minimizada.  A conferência elegeu al-Ahmed como secretário-geral, e al-Ahmed emitiu uma ordem expulsando al-Douri do partido, resultando na emissão de uma contra-ordem por al-Douri expulsando al-Ahmed e outros 150 membros do partido.  Estes acontecimentos levaram à existência, efectivamente, de dois partidos Baath iraquianos: o partido principal liderado por al-Douri e um partido dissidente liderado por al-Ahmed. 
O Partido Baath de al-Ahmed está sediado na Síria.  Acredita-se que contenha a maioria das figuras principais do partido que não foram presas ou executadas,  incluindo Mezher Motni Awad, To'ma Di'aiyef Getan, Jabbar Haddoosh, Sajer Zubair e Nihad alDulaimi.  Em contraste com o grupo de al-Douri, a facção de al-Ahmad teve sucesso no recrutamento de xiitas para o partido.  Embora al-Ahmed e os principais líderes da facção sejam sunitas, há muitos xiitas que trabalham no nível médio da organização.  Após a sua eleição como líder, uma declaração da facção de al-Ahmed afirmou que ele era "de origem xiita e proveniente de áreas xiitas na província de Nínive".  Ao contrário de al-Ahmed, al-Douri manteve uma política mais conservadora, recrutando membros de áreas predominantemente sunitas. 
Poder-se-ia dizer que al-Ahmed regressou à ideologia original do Partido Baath de nacionalismo pan-árabe secular que, em muitos casos, se revelou bem-sucedida nas províncias do sul do Iraque, dominadas pelos xiitas.  No entanto, apesar das suas tentativas, al-Ahmed falhou no seu objectivo de derrubar al-Douri.  A facção de Al-Douri é a maior e a mais ativa na Internet, e a grande maioria dos sites baathistas estão alinhados com al-Douri.  Outra falha é que a facção de al-Ahmed, que está sediada na Síria, não tem apoio exclusivo sírio  e, considerando que está sediada na Síria, o partido é susceptível à interferência síria nos seus assuntos.  No entanto, apesar das diferenças entre as facções al-Douri e al-Ahmed, ambas aderem ao pensamento baathista. 
Em 2 de janeiro de 2012, as Organizações do Eufrates Central e do Sul (OCES), que se acredita serem lideradas por Hamed Manfi al-Karafi, emitiram uma declaração condenando o sectarismo dentro do partido, criticando especificamente a facção de al-Douri.  A OCES condenou a decisão da liderança de criar uma liderança sunita primária e uma liderança xiita de reserva. 
Esta decisão da liderança da facção al-Douri foi uma resposta às queixas das organizações Baathistas em áreas dominadas pelos xiitas sobre o que consideravam erros políticos que levaram à marginalização e exclusão dos membros xiitas.  O OCES rejeitou a decisão e considerou-a ilegítima.  Na sua declaração, a OCES afirmou que "a incapacidade de implementar [as suas] decisões é considerada uma rebelião contra a autoridade legítima [...]" e "uma ameaça consciente e explícita, e uma tentativa de impor uma realidade amarga através de decisões que são contaminadas por motivações sectárias e regionais".  Nas suas observações finais, a declaração da OCES dizia "qualquer ligação ou vínculo com qualquer membro da liderança da filial iraquiana, local ou estrangeira, enquanto continua as actividades organizacionais de acordo com as decisões da Organização do Eufrates Central e da liderança do Sul que foram alcançadas no ano passado com base em entendimentos prévios com a liderança nacional".  Apesar de romper com a facção de al-Douri, a facção de al-Karafi não se alinhou nem com a facção de al-Ahmed nem com o Movimento Ressurreição e Renovação, um terceiro grupo Baathista. 
al-Douri é considerado mais um símbolo, mas na verdade não detém tanto poder sobre o partido. Em uma discussão com a embaixada americana em Amã, Jordânia, em 2007, o tenente-general aposentado Khalid al-Jibouri declarou que acreditava que "um poderoso grupo secreto de funcionários [estava] por trás dele, que realmente constitui a liderança operacional de sua facção". Ele observou ainda que o partido estava se modernizando, no sentido de que reconhecia que seria impossível retornar ao poder sozinho, enquanto, ao mesmo tempo, retornava às suas antigas raízes ideológicas baathistas. Numa outra nota, al-Jibouri observou que o Partido Baath se tornou um grande inimigo da Al-Qaeda no Iraque . 
Após a queda de Muammar Khadafi, o novo governo líbio enviou documentos ao governo iraquiano que alegavam que os baathistas, com a ajuda de Khadafi, estavam a planear um golpe de Estado.  Devido às revelações, o governo iraquiano iniciou um expurgo de milhares de funcionários públicos.  O expurgo desencadeou protestos sunitas, com muitos a apelarem à autonomia sunita no Iraque.  Surpreendentemente para observadores externos, o partido Ba'ath de al-Douri se opôs à autonomia sunita e, em uma declaração, referiu-se a ela como "um plano perigoso para dividir o Iraque em linhas sectárias".  No entanto, essa condenação foi principalmente simbólica, pois o grupo de Al-Douri participou de protestos onde os apelos pela autonomia sunita estavam presentes e se aliou a grupos que acreditavam e agitavam pela autonomia.
Em julho de 2012, o Partido Baath publicou um discurso gravado em vídeo de al-Douri, no qual ele condenava o governo existente e a interferência americana no Iraque.  No entanto, numa mudança de tom, al-Douri declarou que desejava estabelecer boas relações com os Estados Unidos quando as forças americanas tivessem sido retiradas e quando o governo tivesse sido derrubado.  Em 2013, foi relatado que al-Douri estava vivendo na cidade de Mosul, tendo deixado a Síria por causa da guerra civil em curso .  Muitos analistas temem que o Partido Baath tenha o poder potencial de iniciar outra guerra civil no Iraque devido à popularidade de al-Douri em localidades com maiorias sunitas. 

## Organização e estrutura

### Nível regional (central)
O Comando Regional (CR) ( em árabe: al-qiyada al-qutriyya) era o mais alto órgão decisório do Poder Regional Iraquiano. Ao longo da sua história, a RC teve normalmente 19-21 membros.  Quando estava no poder, a Direcção de Assuntos de Segurança era responsável pela segurança do presidente e dos membros seniores do Comando Regional.  O Congresso Regional era (em teoria) o órgão decisório de jure sobre assuntos regionais iraquianos quando em sessão, mas era (na prática) uma ferramenta de controle do Comando Regional.
Congressos realizados

- 1º Congresso Regional (dezembro de 1955)
- 2º Congresso Regional (final de 1957)
- 3º Congresso Regional (julho de 1960)
- 4º Congresso Regional (maio de 1962)
- 5º Congresso Regional (13–25 de setembro de 1963)
- 6º Congresso Regional (outubro de 1966)
- 7º Congresso Regional (1969)
- 8º Congresso Regional (1974)
- 9º Congresso Regional (junho de 1982)
- 10º Congresso Regional (setembro de 1991)
- 11º Congresso Regional (1993)
- 12º Congresso Regional (maio de 2001)

O Partido Baath tinha seu próprio secretariado ( em árabe: maktab amanat sir al-qutr), por meio do qual todas as decisões importantes do país eram canalizadas. Segundo Joseph Sassoon, o secretariado funcionava como o “ conselho de administração do partido”,  supervisionando a gestão das filiais do partido que, por sua vez, controlavam e recolhiam informações sobre a vida civil e militar em todo o país.  O secretariado tinha o poder de propor casamentos e, em certos casos, de aprovar e desaprovar casamentos em benefício do partido.  No 8º Congresso Regional, a liderança enfatizou a construção de "uma autoridade nacional forte e central".  A resposta da liderança do partido à aparente falta de centralização do partido veio com uma resolução do Conselho de Comando Revolucionário que declarou que "toda a correspondência entre os ministérios estaduais e as organizações do partido deve ser enviada através do secretariado do partido". 
O chefe do secretariado era o vice-diretor, que era o segundo na ordem de precedência . O cargo de diretor do secretariado era o órgão dirigente do organismo. A secretaria tinha 11 departamentos: Departamento Militar e de Armamentos, Departamento de Escolas Profissionais, Departamento de Cursos, Departamento Financeiro, Departamento Organizacional e Político, Departamento de Assuntos Partidários e Informação, Departamento de Pessoal e Administrativo, Departamento Técnico, Departamento de Informação e Estudos, Departamento Jurídico e Departamento de Auditoria. O único departamento não sob a responsabilidade direta do secretariado era o Instituto Saddam para o Estudo do Alcorão . 
As funções e responsabilidades do secretariado foram elaboradas de forma detalhada. O Gabinete do Presidente emitiu uma directiva para formular a sua hierarquia, e as funções das secções e departamentos foram claramente definidas.  O secretariado abrangia todas as filiais do partido. Esse sistema levou à burocratização do partido, e a tomada de decisões muitas vezes era complicada e ineficiente. Esta ineficiência significava que Saddam podia governar sem temer quaisquer rivais. 
O Departamento de Assuntos Organizacionais e Políticos (DOPA) era o departamento mais importante da secretaria. Preparou material para discussão que o secretário-geral (em árabe: amin sir), o líder do partido, ordenou pessoalmente. O DOPA também era responsável por acompanhar questões políticas nas filiais do partido. Uma das seções do DOPA era responsável por coletar informações sobre candidatos a cargos importantes dentro do partido ou do governo. Alguns departamentos tinham uma função semelhante à seção DOPA e eram responsáveis pelas admissões em faculdades militares, instituições de ensino superior e no Instituto Saddam para o Estudo do Alcorão. O partido procurou controlar estas instituições de modo a que nenhum partido da oposição conseguisse ganhar espaço nelas. 

### Níveis mais baixos
Abaixo do Comando Regional estavam as estruturas do bureau (em árabe: maktab al-tandhimat), que reuniria todas as atividades do partido em uma única área geográfica sob a responsabilidade de uma única unidade. Até 1989, havia seis estruturas de departamentos no país: em Bagdá, Al-Forat, no centro, sul e norte do Iraque, e um departamento para assuntos militares. Em 2002, havia 17.  Abaixo das estruturas do bureau ficava a filial ( em árabe: Fir), que supervisionava as atividades das seções, divisões e células (em árabe: shu'ba, firqa and khaliyya). Vários destes órgãos foram fundidos ou divididos, e o número de sucursais aumentou para 69 sucursais em 2002.  O número de seções e divisões variou entre as províncias. À medida que o número de membros aumentava, novas secções e divisões foram criadas.  Na província de Maysan, o número de seções aumentou de cinco em 1989 para 20 em 2002, cada seção tendo 93 divisões. Em Setembro de 2002, existiam 4.468 escritórios partidários no país e 32.000 células. 

### Funções de segurança
Nacionalmente, o Partido Ba'ath funcionava como uma instituição que atuava como os olhos e ouvidos do governo. Durante seu governo, o partido ganhou influência sobre os militares, a burocracia governamental, os trabalhadores, os sindicatos profissionais e, não menos importante, a construção do culto à personalidade de Saddam. Desde a década de 1990 até à queda do Partido Baath em 2003, envolveu-se na gestão da distribuição de alimentos, na perseguição e apreensão de desertores militares e, no final,  foi responsável pelos preparativos para a invasão do Iraque em 2003 . Os ramos e seções gozavam de poderes semelhantes aos da polícia no Ocidente. Fora de Bagdá, eles estavam “legalmente autorizados a encarcerar suspeitos usando procedimentos extrajudiciais”. 
Uma das funções mais importantes do partido era coletar informações sobre seus oponentes. No norte do Iraque, o Ba'ath coletou informações sobre o Partido Democrático Curdo rastreando suas atividades entre a população local. Tentaram recrutar membros de áreas dominadas pelos curdos através do fornecimento de alimentos ou de uma campanha de alfabetização.  Durante a campanha para arabizar o Curdistão, o partido reassentou centenas de oficiais leais ao partido para fortalecer o partido na área. Os curdos que se tinham mudado do Curdistão, na maioria dos casos, não seriam autorizados a regressar, a menos que fossem membros leais do Partido Baath.  O Departamento Militar e de Armamento era responsável pela coordenação da distribuição de armas aos funcionários do partido. 

## Gerenciamento

### Disciplina
O Partido Ba'ath incutiu disciplina partidária em seus membros. De acordo com uma declaração do Conselho de Comando Revolucionário (CCR), "espera-se que os membros do Partido inspirem outros pelo seu comportamento exemplar, senso de disciplina, consciência política e disposição para se sacrificarem pelos interesses do Partido e do Estado".  Saddam acreditava muito na disciplina e acreditava que a falta de disciplina e organização estava por trás de qualquer fracasso. De acordo com essa visão, o partido emitiu uma infinidade de regras e regulamentos para combater a preguiça, a corrupção e os abusos de poder. Os membros que violavam o código do partido eram despromovidos ou expulsos do partido. 

### Finanças
O Partido Ba'ath foi apoiado financeiramente pelo CCR, o mais alto órgão executivo e legislativo do governo. Os membros eram obrigados a pagar taxas proporcionais às suas patentes. Por exemplo, um membro apoiador pagaria 25 dinares iraquianos pela filiação, enquanto um membro de uma filial pagaria 3.000 dinares iraquianos. As taxas eram importantes no balanço do partido. A liderança central do partido frequentemente enfatizava a importância das capacidades financeiras dos membros. A liderança encorajou os membros a contribuírem mais para as finanças do partido.  De acordo com Jawad Hashim, ex-ministro do Planejamento e conselheiro econômico do CCR, Saddam deu ao Partido Ba'ath os cinco por cento das receitas do petróleo iraquiano, que antes eram de propriedade da Fundação Gulbenkin. O raciocínio de Saddam era que, se ocorresse um contra-golpe e o Partido Baath fosse forçado a deixar o poder, como aconteceu em Novembro de 1963, o partido precisaria de segurança financeira para poder recuperar o poder.  Segundo as estimativas de Hasim, o Partido Baath tinha acumulado US$10 billion em receitas externas até 1989. 

### Associação
Quando o partido chegou ao poder em 1968, na Revolução de 17 de julho, ele estava determinado a aumentar o número de membros do partido para poder competir com oponentes ideológicos como o Partido Comunista Iraquiano. Saddam tinha um plano claro e, em 25 de fevereiro de 1976, disse: "Nossa ambição deveria ser tornar todos os iraquianos no país baathistas em termos de filiação e crença, ou apenas nesta última".  Isso é contrário às suas declarações na década de 1990, quando aumentar o número de membros era mais importante do que recrutar membros que aderissem à ideologia baathista. 
Como a maioria dos partidos, a filiação ao Baath era organizada de forma hierárquica. O chefe de uma filial, divisão ou seção era o secretário-geral, que era responsável perante o secretariado. Na base estava o simpatizante, um membro que buscava subir na hierarquia do partido com o status de membro ativo, o que poderia levar de cinco a dez anos. Em certas províncias, "atividade nacional" era o status dado ao nível mais baixo da hierarquia. Onde este nível existia, poderia levar dois a três anos para subir ao nível de simpatizante.  O relatório ao 10º Congresso Nacional declarou que "Não é suficiente que um membro apenas acredite na ideia do partido, mas o que é necessário é um compromisso total e não apenas uma filiação política". 

## História eleitoral

### Eleições presidenciais
| Eleição | Candidato do partido | Votos      | %      | Resultado |
| ------- | -------------------- | ---------- | ------ | --------- |
| 1995    | Saddam Hussein       | 8.348.700  | 99,99% | Eleito    |
| 2002    | Saddam Hussein       | 11.445.638 | 100%   | Eleito    |

### Eleições para a Assembleia Nacional
| Eleição          | Líder do partido         | Assentos  | +/–    |
| ---------------- | ------------------------ | --------- | ------ |
| 1980             | Saddam Hussein           | 187 / 250 | 187    |
| 1984             | Saddam Hussein           | 183 / 250 | 4      |
| 1989             | Saddam Hussein           | 207 / 250 | 24     |
| 1996             | Saddam Hussein           | 161 / 250 | 46     |
| 2000             | Saddam Hussein           | 165 / 250 | 4      |
| Janeiro de 2005  | Saddam Hussein           | Banido    | Banido |
| Dezembro de 2005 | Saddam Hussein           | Banido    | Banido |
| 2010             | Izzat Ibrahim al-Douri   | Banido    | Banido |
| 2014             | Izzat Ibrahim al-Douri   | Banido    | Banido |
| 2018             | Izzat Ibrahim al-Douri   | Banido    | Banido |
| 2021             | Mohammed Younis al-Ahmed | Banido    | Banido |